# Lucie Varga
Lucie Varga ou Lucia Varga, com nome verdadeiro Rosa Stern (Baden, 21 de junho de 1904 - Toulouse, 26 de abril de 1941) foi uma historiadora francesa de origem austríaca, que exerceu papel fundamental de mediação na construção da rede intelectual dos fundadores da Escola dos Annales em seu movimento com a produção historiográfica alemã.
Lucie Varga era judia e saiu de seu país devido à perseguição nazista, refugiando-se na França. Ela foi secretária e tradutora assistente de Lucien Febvre e fez parte da Escola dos Annales, tornando-se uma das primeiras mulheres a ser publicada na Revista Annales, ao lado de Thérèse Sclafert. Ela trabalhou na Alemanha e na Áustria durante o período entre guerras, em particular durante o nascimento do nacional-socialismo.

## Biografia
Lucie Varga nasceu em uma família judia originária da Hungria, mas foi criada em Viena por sua mãe. Na escola para meninas que frequentou, ela conheceu Hélène Weigel e Marie Jahoda. Neste mesmo período, a historiadora decidiu escolher um novo nome: "Lucy".
Em 1923, com 19 anos, casou-se com um médico judeu húngaro, József Varga, doze anos mais velho que ela e em 1925 deu à luz seu primeiro filho, Berta.
Em 1931, na Universidade de Viena, defendeu uma dissertação sobre o clichê do obscurantismo na Idade Média, sob a direção de Alfons Dopsch (1868-1953), eminente historiador austríaco, especialista em história econômica medieval.
Em 1932, separou-se do marido, e passou a lecionar em uma universidade popular de uma municipalidade socialista em Viena (Volkschochschule). Nesta fase, Lucie aderiu ao movimento antifascista, e passou a engajar-se no movimento feminista. Em 1933, conheceu Franz Borkenau, um intelectual austríaco que seria considerado um dos primeiros a elaborar o conceito de totalitarismo. Durante a ascensão do nazismo, na Áustria, o casal decidiu se exilar e escolheram a cidade de Paris, para que Lucie pudesse continuar seu trabalho sobre a religião dos cátaros, iniciado em Viena.
Em Paris, tornou-se secretária e tradutora assistente de Lucien Febvre, criador da Escola dos Annales, exercendo papel fundamental de mediação na construção da rede intelectual dos fundadores da escola em seu movimento com a produção historiográfica alemã. Em 1938, com a junção da Áustria à Alemanha, com pouco apoio familiar, Varga seguiu a carreira acadêmica até certo ponto, além de se dedicar também para outras atividades, como representante comercial e operária de fábrica.
Em 1939, publicou um romance em formato de folhetim, no periódico socialista L’Oeuvre. E no mesmo ano, naturalizou-se como francesa, por conta de seu terceiro casamento, o que garantiu sua permanência na França após a derrorta do país na guerra em  1940.  Neste período, migrou com a filha para Toulouse, no sul da França, onde deu aulas de alemão e trabalhou com agricultura, em prol da sobrevivência. Até se tornar objeto do estudo de Peter Schöttler, Varga era mais uma mulher jogada ao esquecimento e ao apagamento da produção intelectual feminina da memória.
O esforço físico favorecido pelas dificuldades do cotidiano enfraqueceram Lucie Varga, que já era diabética, e teve problemas para obter a insulina necessária para sua saúde. Ela morreu em 26 de abril de 1941, aos trinta e seis anos. Em 1944, a filha de Lucie, Berta, foi deportada após retornar a Budapeste a pedido de seu pai.